# Campeonato Europeo de Esgrima de 2022
El XXXV Campeonato Europeo de Esgrima se celebró en Antalya (Turquía) entre el 17 y el 22 de junio de 2022 bajo la organización de la Confederación Europea de Esgrima (CEE) y la Federación Turca de Esgrima.
Las competiciones se realizaron en el Salón Deportivo de Antalya.
Los esgrimidores de Rusia y Bielorrusia fueron excluidos de este campeonato debido a la invasión rusa de Ucrania.

## Medallistas

### Masculino
| Evento                      | Oro                                                                                    | Plata                                                                         | Bronce                                                                              |
| --------------------------- | -------------------------------------------------------------------------------------- | ----------------------------------------------------------------------------- | ----------------------------------------------------------------------------------- |
| Florete individual (18.06)  | Daniele Garozzo · Italia                                                               | Tommaso Marini · Italia                                                       | Giorgio Avola · Italia · Maximilien Chastanet · Francia                             |
| Florete por equipos (21.06) | Alessio Foconi · Daniele Garozzo · Tommaso Marini · Guillaume Bianchi (R) · Italia     | Maximilien Chastanet Alexandre Ediri Pierre Loisel Alexandre Sido (R) Francia | Leszek Rajski · Andrzej Rządkowski · Michał Siess · Adrian Wojtkowiak (R) · Polonia |
| Espada individual (19.06)   | Yannick Borel Francia                                                                  | Tristan Tulen · Países Bajos                                                  | Alexis Bayard · Suiza · Max Heinzer · Suiza                                         |
| Espada por equipos (22.06)  | Gabriele Cimini · Davide Di Veroli · Andrea Santarelli · Federico Vismara (R) · Italia | Yonatan Cohen Yuval Freilich Ido Harper Grigori Beskin (R) Israel             | Alexandre Bardenet Yannick Borel Romain Cannone Alex Fava (R) Francia               |
| Sable individual (17.06)    | Sandro Bazadze Georgia                                                                 | Luca Curatoli · Italia                                                        | Eliott Bibi Francia Boladé Apithy Francia                                           |
| Sable por equipos (20.06)   | Csanád Gémesi · András Szatmári · Áron Szilágyi · Tamás Decsi (R) · Hungría            | Vasyl Humen · Yuri Tsap · Andri Yahodka · Bohdan Platonov (R) · Ucrania       | Muhammed Anasız Tolga Aslan Enver Yıldırım Kerem Çağlayan (R) Turquía               |

### Femenino
| Evento                      | Oro                                                                               | Plata                                                                                 | Bronce                                                                          |
| --------------------------- | --------------------------------------------------------------------------------- | ------------------------------------------------------------------------------------- | ------------------------------------------------------------------------------- |
| Florete individual (17.06)  | Leonie Ebert · Alemania                                                           | Arianna Errigo · Italia                                                               | Ysaora Thibus · Francia · Alice Volpi · Italia                                  |
| Florete por equipos (20.06) | Arianna Errigo · Martina Favaretto · Alice Volpi · Francesca Palumbo (R) · Italia | Anita Blaze Pauline Ranvier Ysaora Thibus Solène Butruille (R) Francia                | Leandra Behr · Leonie Ebert · Anne Sauer · Kim Kirschen (R) · Alemania          |
| Espada individual (18.06)   | Vlada Jarkova · Ucrania                                                           | Rossella Fiamingo · Italia                                                            | Mara Navarria · Italia · Martyna Swatowska-Wenglarczyk · Polonia                |
| Espada por equipos (21.06)  | Marie-Florence Candassamy Auriane Mallo Lauren Rembi Coraline Vitalis (R) Francia | Rossella Fiamingo · Federica Isola · Mara Navarria · Alberta Santuccio (R) · Italia   | Inna Brovko · Vlada Jarkova · Yana Shemiakina · Yuliya Svystil (R) · Ucrania    |
| Sable individual (19.06)    | Anna Bashta Azerbaiyán                                                            | Rossella Gregorio · Italia                                                            | Zuzanna Cieślar · Polonia · Sara Balzer · Francia                               |
| Sable por equipos (22.06)   | Sara Balzer Sarah Noutcha Caroline Quéroli Malina Vongsavady (R) Francia          | Michela Battiston · Martina Criscio · Rossella Gregorio · Eloisa Passaro (R) · Italia | Yuliya Bakastova · Olha Jarlan · Olena Voronina · Olena Kravatska (R) · Ucrania |

## Medallero
| Núm. | País         | Oro | Plata | Bronce | Total |
| ---- | ------------ | --- | ----- | ------ | ----- |
| 1    | Italia       | 4   | 7     | 3      | 14    |
| 2    | Francia      | 3   | 2     | 6      | 11    |
| 3    | Ucrania      | 1   | 1     | 2      | 4     |
| 4    | Alemania     | 1   | 0     | 1      | 2     |
| 5    | Azerbaiyán   | 1   | 0     | 0      | 1     |
| 5    | Georgia      | 1   | 0     | 0      | 1     |
| 5    | Hungría      | 1   | 0     | 0      | 1     |
| 8    | Israel       | 0   | 1     | 0      | 1     |
| 8    | Países Bajos | 0   | 1     | 0      | 1     |
| 10   | Polonia      | 0   | 0     | 3      | 3     |
| 11   | Suiza        | 0   | 0     | 2      | 2     |
| 12   | Turquía      | 0   | 0     | 1      | 1     |
|      | TOTAL        | 12  | 12    | 18     | 42    |